# ریور هایتس (یوتا)
ریور هایتس (به انگلیسی: River Heights) شهری در ایالت یوتا کشور ایالات متحده آمریکا است که جمعیت آن در سرشماری سال ۲۰۱۰ میلادی، ۱٬۷۳۴ نفر بوده‌است.